# RuStore
RuStore es una tienda rusa de aplicaciones en línea para dispositivos móviles desarrollada por VK Corporación con el apoyo del Ministerio de Desarrollo Digital, Comunicaciones y Medios de Comunicación de la Federación Rusa.

## Historia
La versión beta del servicio se lanzó el 25 de mayo de 2022 solo para Android. Para algunos desarrolladores, se abrió una cuenta personal que les permite descargar aplicaciones por su cuenta. Los sistemas de seguridad de Kaspersky Lab y VK se integraron en la versión beta. Aproximadamente 150 aplicaciones estaban disponibles en el lanzamiento. Al 12 de julio de 2022, ya estaban disponibles 1068 aplicaciones, RuStore se descargó más de 500 mil veces y la cantidad de descargas superó los 1,1 millones. Para el 21 de octubre, la cantidad de aplicaciones aumentó a 2,1 mil, RuStore se instaló 2,4 millones de veces, se descargaron alrededor de 5 millones de aplicaciones.
RuStore está disponible para desarrolladores de todos los países. El diseño de la tienda está hecho en la tradición de la red social " VKontakte ".
El 8 de febrero de 2023, VK anunció la finalización de la prueba beta del servicio. También se abrió una cuenta personal para desarrolladores extranjeros en inglés.
El 22 de marzo de 2023 apareció en la tienda un antivirus integrado.

## Descripción

### Categorías
A partir de 2022, las aplicaciones en la tienda RuStore se presentan en las siguientes categorías:
- Aplicaciones: Gobierno, Alimentos y bebidas, Salud y deportes, Herramientas, Medicina, Noticias, Educación, Anuncios y servicios, Compras, Entretenimiento, Social, Transporte, Finanzas.
- Juegos: Arcade, Trivia, Rompecabezas, Carreras, Niños, Juegos AR, Indie, Casino, Informal, Cartas, Música, Juegos de mesa, Aventura, Juegos de rol, Simulación, Simulación, Palabras, Deportes, Estrategia, Acción.

### Seguridad
Todas las aplicaciones de la tienda se controlan y controlan manualmente mediante los sistemas de seguridad de Kaspersky Lab.
VK alojó RuStore en la plataforma Standoff 365 Bug Bounty desarrollada por Positive Technologies. Si se encuentran vulnerabilidades en RuStore , los piratas informáticos éticos recibirán una recompensa de la empresa de tres a 60 mil rublos, la cantidad depende del nivel de amenaza.

## Uso

### Instalación de tienda
RuStore se instala utilizando el archivo apk RuStore.apk , que se puede descargar desde el sitio web oficial de la tienda, donde también se publican instrucciones, incluso en caso de que el usuario reciba advertencias sobre el peligro de descargar RuStore.apk debido al hecho de que está instalado para el sistema operativo desde una fuente no autorizada.

### Autorización
La autorización/registro en el servicio se realiza de una de las siguientes formas:
- usando ID de VK.
- utilizando la identificación de Sber.
- usando la identificación de Yandex.

### Pago por servicios
El pago de las aplicaciones y los bienes dentro de las aplicaciones es posible mediante los siguientes métodos:
- tarjeta bancaria,
- a través de SberPay,
- a través de SBP,
- del saldo del número de teléfono móvil.

## Estadísticas
La audiencia mensual de RuStore superó los 7 millones de personas. Los datos se proporcionan a partir de octubre de 2022 según el estudio Cross Web Mediascope, implementado en el enfoque exclusivo de Android. La tienda de aplicaciones ya cuenta con 25 de las aplicaciones rusas más populares y unos 3000 otros servicios de más de 1800 desarrolladores. A enero de 2023, la audiencia mensual de la aplicación alcanzó los 10 millones de personas mayores de 12 años. El sitio alberga 5 mil aplicaciones de 3,6 mil desarrolladores.

## Crítica
En agosto de 2022, resultó que algunas aplicaciones de RuStore no funcionan correctamente en teléfonos que no tienen instalados los servicios del sistema de Google. En particular, en los teléfonos inteligentes Huawei. VK sugiere a los desarrolladores que utilicen análogos rusos en lugar de GMS.